# 王雍 (高麗)
信安侯王雍（韓語：신안후 왕옹；？—1281年），13世紀高麗的宗室，元朝的武將。

## 概要
他的祖先是高麗顯宗四子，平壤公王基，父親是永寧公王綧，他本人被封信安侯，有兒子司空王亹。《元史》中的阿剌帖木兒就是他。
他的父親王綧是蒙古人質，母親是趙王孛要合之女。
至元7年（1270年），阿剌帖木兒在蒙古入侵日本前於高麗置屯田經略司與副經略司。至元8年（1271年）他與弟光化侯王熙（闊闊帖木兒）作為元軍一員平定金通精的三別抄。至元11年（1274年）王雍封昭勇大將軍，從忻都入侵日本。
至元15年（1278年）封鎮國上將軍、安撫使、高麗軍民總管，後至輔國上將軍、東征左副都元帥，至元18年（1281年）弘安之役再次參戰，但遭遇風暴溺水而死。

## 家族
- 九世祖：高麗顯宗王詢
- 八世祖：平壤公王基
- 七世祖：樂浪侯王瑛
- 六世祖：承化伯王禎
- 五世祖：漢南伯王𣏌
- 高祖父：信安侯王珹
- 曾祖父：桂城侯王沅
- 祖父：清化侯王璟
- 父：永寧公王綧

## 延伸阅读
[在维基数据编辑]
 《新元史/卷176》，出自柯劭忞《新元史》